# 帕塔帕塔山 (萬卡韋利卡大區)
12°52′45″S 75°15′01″W / 12.87917°S 75.25028°W
帕塔帕塔山（Pata Pata），是秘魯的山峰，位於該國中南部萬卡韋利卡大區，由卡斯特羅維雷納區和阿松森區負責管轄，屬於瓊塔山脈的一部分，海拔高度5,052米。